# Esmée Böbner
Esmée Böbner (Hasle, 3 de novembro de 1999) é uma jogadora de vôlei de praia suíça.

## Carreira
Em 2015 formava dupla com Elise Boillat na edição do Campeonato Europeu Sub-18 em Riga e terminaram na décima sétima posição, mesmo posto que obtiveram na Categoria Sub-20 em Lárnaca.No ano seguinte esteve com Jill Frangi no Campeonato Europeu Sub-20 em Antália, mas finalizaram apenas na vigésima quinta posição.
Em 2017 competiu com Dunja Gerson na edição do Campeonato Europeu Sub-22 em Baden e terminaram em quarto lugare neste mesmo ano esteve na edição do Campeonato Mundial Sub-21 de 2017 realizado em Nanquim, quando atuou com Zoé Vergé-Dépré e terminaram na nona posição, mesmo posto obtido na edição do Campeonato Europeu Sub-20 em Vulcano,e juntas terminaram na quarta posição na edição do Campeonato Mundial Universitário de Vôlei de Praia realizado em Munique.
Em 2018 conquistou o terceiro lugar no Campeonato Europeu Sub-20 de Anapa ao lado de Sibelly Gilardi e o com Zoé Vergé-Dépré foram vice-campeãs nacionais em 2018 e no mesmo ano estiveram na edição do Campeonato Europeu Sub-22 em Jūrmala terminando na nona colocação, ainda competiram no Circuito Mundial de 2018 conquistou o primeiro título no Aberto de Ljubljana e o quarto lugar no Aberto de Vaduz, categoria uma estrela.
Em 2019 disputou a edição do Campeonato Mundial Sub-21 em Udon Thani  ao lado de Mara Betschart e finalizaram em quinto lugar.Com Zoé Vergé-Dépré competiram na edição do Campeonato Europeu Sub-22 de 2019 em Antália e finalizaram na quinta posição, e pelo no Circuito Mundial de 2019 conquistaram o vice-campeonato no Aberto de Montpellier.

## Títulos e resultados
- Torneio 1* de Ljubljana  do Circuito  Mundial de Vôlei de Praia:2018
- Torneio 1* de Montpellier do Circuito  Mundial de Vôlei de Praia:2019
- Torneio 1* de Vaduz do Circuito  Mundial de Vôlei de Praia:2018
- Campeonato Mundial Universitário de Vôlei de Praia:2018
- Circuito Suíço de Vôlei de Praia:2018
- Campeonato Europeu de Vôlei de Praia Sub-22:2017